# Brandbo
Brandbo er en tidligere småort i Fagersta kommun i Västmanlands län i Sverige, beliggende omkring 10 kilometer sydøst for Fagersta lige nord for riksväg 66. Brandbo ligger på en halvø som adskiller søerne Stora og Lilla Aspen. I 2015 blev metoden til udarbejdelse af småortsstatistik ændret og Brandbo betragtes ikke længere som en småort.
Bynavnet er kendt siden 1399 da det blev skrevet (in) Brandabodhum. Forleddet er formentlig det gammelsvenske drengenavn Brande i genitivform.
I Brandbo findes ruinen af et kapel, som blev benyttet til gudstjenester inden Västanfors kyrka blev opført i 1642. Området hørte da til Norbergs socken frem til det blev udskilt i 1661 og dannede Västanfors socken.